# Olympische Sommerspiele 2016/Wasserspringen – Kunstspringen Synchron (Frauen)
Das Synchronspringen vom 3-m-Brett der Frauen bei den Olympischen Spielen 2016 in Rio de Janeiro wurde am 7. August 2016 im Parque Aquático Maria Lenk ausgetragen. 16 Athletinnen (acht Paare) nahmen daran teil und fünf davon waren über 30 Jahren alt.
Der Wettbewerb wurde in einem Durchgang mit jeweils fünf Sprüngen durchgeführt.
Zum vierten Mal in Folge gewann ein chinesisches Paar Gold in dieser Disziplin – an allen vier Titeln war Wu Minxia beteiligt. Für ihre Partnerin Shi Tingmao war es dagegen die erste Teilnahme. Silber gewann Italien, wobei sowohl Rekord-Europameisterin Tania Cagnotto als auch Francesca Dallapé bei der vierten bzw. zweiten Teilnahme ihre ersten Olympiamedaillen gewannen. Es war zudem überhaupt die erste olympische Medaille für Italien bei den Frauenwettbewerben im Wasserspringen. Bronze holte sich Australien mit Maddison Keeney und Anabelle Smith, die sich nach dem schwächsten Sprung des gesamten Wettbewerbs in der zweiten Runde am Ende noch knapp vor das Paar aus Kanada schoben.

## Titelträger
| Olympiasieger | He Zi, Wu Minxia ( China)                    | 346,20 Punkte | London 2012 |
| Weltmeister   | Shi Tingmao, Wu Minxia ( China)              | 351,30 Punkte | Kasan 2015  |
| Europameister | Tania Cagnotto, Francesca Dallapé ( Italien) | 327,81 Punkte | London 2016 |

## Finale
7. August 2016, 21:00 Uhr (UTC−3)
| Platz | Name                                  | Nation         | 1. Sprung | 2. Sprung | 3. Sprung | 4. Sprung | 5. Sprung | Gesamt |
| ----- | ------------------------------------- | -------------- | --------- | --------- | --------- | --------- | --------- | ------ |
| 1     | Shi Tingmao / Wu Minxia               | China          | 55,80     | 52,20     | 76,50     | 80,10     | 81,00     | 345,60 |
| 2     | Tania Cagnotto / Francesca Dallapé    | Italien        | 51,60     | 50,40     | 71,10     | 66,03     | 74,70     | 313,83 |
| 3     | Maddison Keeney / Anabelle Smith      | Australien     | 48,00     | 42,00     | 70,20     | 67,89     | 71,70     | 299,19 |
| 4     | Jennifer Abel / Pamela Ware           | Kanada         | 46,80     | 45,00     | 70,20     | 68,82     | 67,50     | 298,32 |
| 5     | Jun Hoong Cheong / Nur Dhabitah Sabri | Malaysia       | 49,80     | 47,40     | 71,70     | 60,30     | 64,80     | 293,40 |
| 6     | Alicia Blagg / Rebecca Gallantree     | Großbritannien | 49,80     | 47,40     | 64,80     | 64,80     | 66,03     | 292,83 |
| 7     | Tina Punzel / Nora Subschinski        | Deutschland    | 48,00     | 48,00     | 60,30     | 60,45     | 67,50     | 284,25 |
| 8     | Tammy Takagi / Juliana Veloso         | Brasilien      | 45,00     | 46,20     | 59,40     | 47,70     | 60,45     | 258,75 |